# جنبش ببر اکالی
جنبش ببر اکالی (انگلیسی: Babbar Akali movement) در سال ۱۹۲۱ از شاخه‌ای از سیک‌های «مسلح» منشعب شد که به دلیل مخالفت با روند مقاومت بدون خشونت در بازپس‌گیری حکومت خالصه در منطقه پنجاب از جنبش اصلی جنبش اکالی جدا شدند. این گروه بر آن بود تا به شیوه‌ای مسلحانه جایگاه سابق حکومت سیک در پنجاب، همانند دورهٔ پیش از امپراتوری سیک، را بازگردانند و همچنین به اصلاح سیستم گردواره و پایان دادن به نفوذ مَهَنت‌ها بپردازند که زیر استعمار بریتانیا تقویت شده بودند.
جنبش اکالی در ابتدا به‌منظور صلح‌آمیز به دست گرفتن کنترل گردواره‌ها از مهانت‌های ارثی که به ثروت‌اندوزی متهم بودند شکل گرفت. اکالی‌ها پیمان عدم‌خشونت را رعایت می‌کردند؛ اما در اوایل ۱۹۲۱ در Tarn Taran Sahib و ننکانه صاحب، نیروهای حفاظتی مهانت‌ها به پیروان اکالی حمله کردند. این وقایع به تندروشدن برخی اعضا انجامید و آن‌ها هستهٔ اولیهٔ ببر اکالی را شکل دادند. یکی از نبردهای مهم این جنبش، نبرد بابلی بود. نام «ببر اکالی» ترکیبی از دو واژهٔ پنجابی است: «Babbar» به معنی ببر و «Akali» اشاره به نظم نظامی سیک‌ها—بویژه طبقهٔ نهنگ که تحت رهبری ضدیت‌گرای بریتانیا، Akali Phula Singh، شناخته می‌شدند.
این یگان نظامی ابتدا در سپتامبر ۱۹۲۰ به‌عنوان «Chakravarti Shaheedi Dal» (تیپ شهادت سلطنتی) شکل گرفت و بعدها به جنبش ببر اکالی تبدیل شد. تا سال ۱۹۲۲، اعضایش عملیات نظامی خود را آغاز کرده و به ترور افسران بریتانیایی، خبرچین‌ها، و مقام‌های حکومتی پرداختند. آن‌ها همچنین روزنامه‌ای غیرقانونی منتشر کردند که بهره‌کشی بریتانیا بر هند را افشا می‌کرد. این سازمان در آوریل ۱۹۲۳ توسط بریتانیا غیرقانونی اعلام شد.
ببر اکالی با بهره‌گیری از نمادگرایی دینی و تأکید بر از دست رفتن اقتدار خالصه پس از جنگ‌های اول و دوم آنگلو-سیک، حمایت مردمی را به دست آورد. اعضایش اکثراً از متفقین جنگ جهانی اول که از دریافت وعده‌های زمین مأیوس شده بودند و اعضای سابق حزب غدار بودند، بودند. بسیاری از آن‌ها در درگیری مستقیم با پلیس کشته شدند و ۶۷ نفر دستگیر، که پنج نفر اعدام، یازده نفر به حبس ابد و سی و هفت نفر به احکام مختلف زندان محکوم شدند.
گفته می‌شود که گروه «ببر خالصه» نیز در دهه ۱۹۸۰ با الهام از ببر اکالی تأسیس شد، هرچند در بستره‌ای متفاوت و با اهداف متفاوت سیاسی-نظامی.